# Генрі: портрет серійного вбивці
Генрі: портрет серійного вбивці (англ. Henry: Portrait of a Serial Killer) — американський психологічний горор 1986 року.

## Сюжет
Генрі Лі Лукас — серійний вбивця. До нього приїжджає погостювати знайомий Отіс разом із сестрою Беккі. Генрі залучає свого співкамерника по в'язниці в серію безглуздих убивств. Навмання вибираючи своїх жертв, вони щоразу винаходять нові способи вбивства. Беккі, яка ні про що не підозрює, закохується в Генрі. Пристрасть до вбивств бореться в Генрі з почуттями, які він відчуває до Беккі.

## У ролях
| Актор          | Роль  |
| -------------- | ----- |
| Майкл Рукер    | Генрі |
| Том Таулз      | Отіс  |
| Трейсі Арнольд | Беккі |